# Rosemary Smith
Pour les articles homonymes, voir Smith.
Rosemary Smith, née le 7 août 1937 à Dublin, ville où elle est morte le 5 décembre 2023, est une femme pilote automobile de rallye irlandaise.

## Biographie
Elle débute en rallye en 1959 comme copilote, et dès l'année suivante, passe derrière le volant. Ses saisons les plus fastes se situent durant la deuxième moitié des années 1960. Elle quitte la scène internationale en 1982 lors du Circuit d'Irlande, épreuve comptant pour le championnat européen.
Elle dirige un organisme d'apprentissage de conduite pour adolescents irlandais.
Le 10 mai 2017, à l'âge de 79 ans, elle participe avec l'écurie de Formule 1 Renault à une session d'essais privés sur le circuit du Paul-Ricard : Rosemary Smith prend alors le volant de la Lotus E21 de 2013, peinte aux couleurs de Renault pour l'occasion.
Rosemary Smith meurt à Dublin le 5 décembre 2023 à l'âge de 86 ans.

## Victoires en ERC
- Rallye des Tulipes : 1965, sur Hillman Imp (copilote Valérie Domleo)
- Rallye International Cork 20 : 1967 et 1969, sur Hillman Imp (copilote Brian Melia, puis Ricky Foot)

## Victoire féminine
- Coupe des Dames du Tour de France automobile : 1962 en Tourisme, sur Sunbeam Rapier (copilote Rosemary Seers), et 1963 en Grand Tourisme, sur Sunbeam Alpine (copilote Margaret Mackenzie)
- Coupe des Dames du Rallye Shell 4000 : 1966 et 1967 (copilote l'ontarienne Anne Coombe), sur Sunbeam Imp. 998 cm3
- Coupe des Dames du RAC Rally : 1973 (copilote Pauline Gullik), sur Ford Escort RS 1600

## Victoires de classe
- Coupe alpine des rallyes : 1965 (classe GT)
- Rallye canadien KLG : 1965
- Rallye d'Écosse : 1966 et 1967
- Rallye Gulf de Londres : 1966
- Rallye Shell 4000 (Canada) : 1966 (classe inférieure à 1 150 cm3)
- Circuit d'Irlande : 1967
- Championnat du monde des rallyes : 1970

## Faits marquants
- 3e du rallye d'Écosse en 1966
- 4e du rallye d'Écosse en 1967
- 5e du rallye d'Écosse en 1965
- 6e du tour de France automobile en 1963 (catégorie GT)
- 6e du rallye d'Écosse en 1969
- 7e du Circuit d'Irlande en 1967
- 8e du Canadian KLG rally en 1965
- 8e du marathon Schell 4000 rally en 1966 (13e en 1967)
- 10e de la Coupe des Alpes en 1967
- 10e du 1970 World Cup rally, sur Austin Maxi
- Participation en 1968 au Marathon London-Sydney World Cup Rally, avec la Française Lucette Pointet sur Lotus Cortina à moteur Ford (48e, c'est en remorque que l'équipage traverse l'Afghanistan (panne de moteur) avant d'être secouru au Pakistan)